# 수성 빈씨
수성 빈씨(夀城賓氏)는 대구광역시 수성구를 본관으로 하는 한국의 성씨이다.

## 역사
『빈씨세보(賓氏世譜)』元 世祖(쿠빌라이칸) 자신을 찾아온 고려 원종(元宗24)과 동맹(同盟) 관계를 맺고 원종 아들을 부마도위(駙馬都尉)로 삼기위해 世祖 6년 빈은후(賓殷厚)공을 고려나라 사절(使節)로 世祖의 딸 미실공주(迷失公主)를 고려 왕실 태자 심(諶)에 혼례하게 하여 고려와 특수관계를 맺고  그후 고려에 정주(定住)하여 고려의 문화사업을 위한새로운 기원을 열었다. 그의 손자 빈서기(賓瑞奇)는 충렬왕조(忠烈王朝) 상장군(上將軍)으로 합단침입(哈丹侵入)을 격파(擊破)하여 특사(特賜)로 수성군(壽城君)에 봉(封)해졌다.   配 長水郡夫人 黃氏 /  父 均庇 / 子 宇光 宇先 宇奎 宇光公은 수성현(壽城縣)에서 출생하여 문한관(文翰官)에 임명되었다. 정동행성(征東行省) 향시(鄕試)를 거쳐 동료2명과 함께 元에 파견되었고 그곳에서 회시(會試)를 통과 정시(庭試)에 합격 元의 관직(官職)에 나가 한림학사 부제학 대사성 직제학(翰林學士 副提學 大司成 直提學)에 이르렀다. 그러나 벼슬의 뜻을 접고 元(송비각 소장 서적)4000여 책을 보내 가져왔다.(1314) 이 책이 유교 문화 발전에 크게 공헌한 바 고려 충숙왕(高麗 忠肅王)은 이를 가상(嘉尙)히 여겨 수성군(壽城君)에 봉하고 식읍(食邑)을 내리셨다. 그 후 후손들이 그를 시조(始祖)로 세계(世系)를 이어왔다. 시조 한림공(始祖 翰林公)은 산림에 은거 현실세계에서 이익(利益)과 영달(榮達)을 구하지 않고 산수(山水)에서 스스로 즐기면서 생애(生涯)를 마쳤다. 그의 필법용학체(筆法龍鶴體)는 당대에 이름이 높았다. 配 진성군 부인 진보이씨 판도판서 실(眞城郡夫人 眞寳李氏 版圖判書 李實)의 따님 이시다.

## 본관
수성(壽城)은 대구광역시 수성구 일원의 지명이다. 본래 위화군(喟火郡)인데, 757년(신라 경덕왕 16)에 수창군(壽昌郡)으로 고치고, 940년(고려 태조 23년) 수성군(壽城郡)으로 개칭하였다. 1394년(조선 태조 3년)에 대구겸관으로 삼았다가 1414년(조선 태종 14년)에 대구에 합속(合屬)되었으며, 1419년에 수성현사(水城縣司)로 대구(大邱) 임내(任內)에 속하게 되었다.
《세종실록지리지》에 대구부 수성(壽城)의 성으로 빈(賓)·나(羅)·조(曺)·해(嵇) 4성이 기록되어 있다. 수성(壽城) 외에도 전라도 나주목 영광군 육창(六昌)의 성으로 빈(賓)씨가 있었다.
1914년 달성군 수성면으로 편제되었다가 1938년 대구부에 편입되었다. 1980년 수성구(壽城區)가 신설되었다.
빈우광賓宇光 시조의 자(子) 3남
[1]長 應珪 전법정랑
大邱賓氏 正郞公派 정랑공파;대구지역
[2]次 應瑞 호 만목당 晩穆堂 門下侍中
大邱賓氏 侍中公派 시중공파;무주,의령,남해,장수,광주,사천,거제 등 지역
[3]3남 應璂 생원
大邱賓氏 송산공파(松山公派);대전지역
자손이 번창(繁昌)해서 저명한 인사(人士)와 효자 효부 항일투사등 높은 벼슬이 보첩에 늘 이어져 왔다. 이것이 모두 그의 음덕(隱德)이며 유훈(遺訓)에서 이루어 진 것이다.

## 인구
빈(賓)씨는 2015년 대한민국 통계청 인구주택총조사에서 5,593명으로 조사되었는데, 이 중 대구 빈씨 2,524명, 달성 빈씨 1,660명, 수성 빈씨 24명이다.
기타 본관으로는 밀양 749명, 경주 262명, 남원 141명, 의성 90명, 보은 25명, 진주 12명, 광양 11명, 수원 11명, 해평 10명, 중국 10명, 일본 9명, 화산 6명, 해주 5명, 제주 5명, 기타 39명이다.

## 같이 보기
- 광동 진